# مارتین ویتالی
مارتین ویتالی (انگلیسی: Martín Vitali؛ زادهٔ ۱۱ نوامبر ۱۹۷۵) بازیکن سابق فوتبال اهل آرژانتین است که در پست مدافع بازی می‌کرد.